# San Romano in Garfagnana
San Romano in Garfagnana – miejscowość i gmina we Włoszech, w regionie Toskania, w prowincji Lukka.
Według danych na rok 2004 gminę zamieszkiwały 1432 osoby, 55,1 os./km².